# Clan Matsudaira
El clan Matsudaira (松平氏, Matsudaira-shi) és un clan japonès que es va originar i va prendre el seu nom del comtat Matsudaira, a l'antiga província de Mikawa. És conegut per ser el clan que va pertànyer originalment Tokugawa Ieyasu. Abans d'usar el cognom Tokugawa, va ser conegut com a Matsudaira Takechiyo. La raó del canvi de cognom era per reclamar descendència imperial del clan Minamoto, per la branca de Nitta Yoshisue. Adoptant aquest nou cognom, Ieyasu va fundar el shogunat Tokugawa.
Anterior a la presa del poder d'Ieyasu com shōgun, el clan Matsudaira tenia 14 branques: Takenoya (竹谷, Takenoya), Katanohara (形原, Katanohara), Ōgusa (大草, Ōgusa), Nagasawa (长沢, Nagasawa), Nomi (能见, Nomi), Goi (五井, Goi), Fukōzu (深沟, Fukōzu), Ogyū (大给, Ogyū), Takiwaki (滝胁, Takiwaki), Fukama (福釜, Fukama), Sakurai (桜井, Sakurai), Tojo (东条, Tojo), Fujii (藤井, Fujii), i Mitsugi (三木, Mitsugi). Moltes d'aquestes branques es convertirien en clans de daimyo per dret propi en el període Edo.